# Anatolij Szemjonovics Ionov
Anatolij Szemjonovics Ionov, oroszul: Анатолий Семёнович Ионов (Noginszk, 1939. május 23. – 2019. május 12.) olimpiai bajnok szovjet válogatott orosz jégkorongozó.

## Pályafutása
1963 és 1970 között a CSZKA Moszkva játékosa volt. 1965-ben és 1966-ban a világbajnok csapat tagja volt. Az 1968-as grenoble-i aranyérmes lett a szovjet válogatott tagjaként.

## Sikerei, díjai
- Olimpiai játékok
  - aranyérmes: 1968, Grenoble
- Világbajnokság
  - aranyérmes (2): 1965, 1966